# Valdemar Fussing
Valdemar Fussing (7. marts 1840 i Horsens – 19. april 1929) var en dansk tømrermester, bror til Hans Fussing.
Hans forældre var murermester, senere brandinspektør og Dannebrogsmand Andreas Fussing (1810-1875, gift 2. gang 1850 med Frederikke Louise Brandt, 1816-1888, gift 1. gang 1841 med lærer i Gosmer Peder Kaalund, 1801-1843) og Ane Kristine Hansen (1808-1848). Han deltog i 2. Slesvigske Krig, etablerede egen virksomhed 1875, var medlem af bestyrelsen for Ny Kalkbrænderi og af Kommissionen til bedømmelse af svendeprøver samt formand for Foreningen af 18. Regiment 1864. Han blev Ridder af Dannebrog 2. februar 1903 og senere Dannebrogsmand.  Han bar også Erindringsmedaljen for Krigen 1864.
Han blev gift 8. oktober 1875 i Vor Frelsers Kirke med Thora Camilla Eberth (15. december 1852 på Christianshavn – ?).